# Роскошные моли
Роскошные узкокрылые моли (лат. Cosmopterigidae) — семейство молевидных бабочек.

## Описание
Бабочки мелких или средних размеров. Размах крыльев 7—21 мм, редко до 40 мм. Поза покоя довольно характерна: голова упирается основаниями губных щупиков в субстрат, а тело с плотно прижатыми к нему крыльями и задней парой ног приподнято под углом от 10—15 до 45° над его поверхностью. Голова в плотно прилегающих чешуйках, часто с выраженным лобно-теменным выступом. Усики простые, нитевидные, достигают 2/3—5/6 длины переднего крыла. Губные щупики длинные и тонкие, дуговидно загнутые вверх, их 3-й членик заметно длиннее 2-го, реже равен ему. Челюстные щупики очень короткие, обвернуты вокруг основания хоботка. Глаза крупные, сферические, часто с ярко-красным пигментом. Передние крылья от узколанцетовидных до линейных, обычно с оттянутой и тонко заостренной вершиной, часто с рельефными металлически блестящими пятнами и перевязями. Жилкование редуцированное.
Бабочки большинства видов активны в сумерках или в пасмурную погоду и хорошо летят на источники света, однако ряд представителей семейства можно встретить и днем, на цветках или листьях кормовых растений. В период активности бабочки очень подвижны, часто демонстрируют своеобразные «танцы» на листьях растений, представляющие собой короткие пробежки с вращательными движениями вокруг переднего конца тела.
Продолжительность жизни имаго составляет около двух недель при интенсивном дополнительном питании. Плодовитость не превышает 60—100 яиц. Инкубационный период короткий, от 7 до 12 дней. В умеренных широтах большинство видов моно- или бицикличны, но в тропических регионах развитие часто идет непрерывно и за год у некоторых, наиболее мелких представителей, иногда проходит до 10 генераций. Зимуют закончившие питание гусеницы, реже куколки или бабочки. Наиболее распространенным типом питания является фитофагия на покрытосеменных растениях, при этом повреждаются как генеративные (цветки, семена, плоды), так и вегетативные (листья, корни, стебли) органы. Среди кормовых растений преобладают травянистые жизненные формы. Наиболее обычны трофические связи с двудольными, особенно с семействами сложноцветные, губоцветные, норичниковые, бобовые, фиалковые и др., а также с однодольными, преимущественно злаковыми.
Питание гусениц на голосеменных растениях зарегистрировано в виде редких исключений и имеет вторичный характер. Наблюдается четкая приуроченность отдельных групп видов, родов и триб к определённым систематическим группам растений-хозяев. Наряду с фитофагами, имеется немало сапрофагов и хищников. Первые питаются на разлагающихся растительных остатках, включая гнилую древесину, а вторые — за счёт малоподвижных или неподвижных сосущих равнокрылых (червецы и щитовки).
Образ жизни гусениц чрезвычайно разнообразен, но всегда скрытный и связан с постройкой шелковинных трубчатых ходов, стационарных чехликов и т. п. Многим представителям семейства свойственны галлообразование и, особенно, минирование, иногда имеет место смена образа жизни гусеницы в ходе онтогенеза. В тропических странах ряд видов имеют серьёзное экономическое значение как вредители культурных растений и продовольственных запасов. Хищные виды перспективны для использования в биометоде для борьбы с сосущими равнокрылыми, но могут и сами вредить, например, культуре лакового червеца или кошенили.

## Ареал и классификация
Распространены всесветно, наиболее разнообразно представлены в тропиках и субтропиках Юго-Восточной Азии. Мировая фауна насчитывает около 100 родов и свыше 1500 видов. Большая часть видов встречается в Австралии и Океании — 780. В Палеарктике до 30 родов, свыше 150 видов.
- Acanthophlebia
- Acleracra
- Adeana
- Aeaea
- Aeronectris
- Afeda
- Aganoptila
- Agonismus
- Alloclita
- Allotalanta
- Amaurogramma
- Amblytenes
- Ambonostola
- Anataractis'
- Anatrachyntis
- Anoncia
- Anorcota
- Antequera
- Aphanosara
- Aphthonetus
- Apothetodes
- Archisopha
- Ascalenia
- Ashibusa
- Asymphorodes
- Axiarcha
- Balionebris
- Bathraula
- Bathybalia
- Bifascioides
- Bubaloceras
- Calanesia
- Callixestis
- Calycobathra
- Cholotis
- Chrysopeleia
- Clemmatista
- Colonophora
- Cosmiosophista
- Cosmopterix
- Crobylophanes
- Cyphothyris
- Cystioecetes
- Dhahrania
- Diatonica
- Diophila
- Diplosara
- Diversivalva
- Dorodoca
- Dromiaulis
- Dynatophysis
- Dysphoria
- Ecballogonia
- Echinoscelis
- Endograptis
- Eralea
- Erechthiodes
- Eritarbes
- Eteobalea
- Euamneris
- Euclemensia
- Euhyposmocoma
- Eumenodora
- Euperissus
- Falcatariella
- Gisilia
- Glaphyristis
- Griphocosma
- Haplochrois
- Haplophylax
- Harpograptis
- Hedroxena
- Helicacma
- Herlinda
- Heterotactis
- Hodgesiella
- Homosaces
- Hyalochna
- Hyperdasysella
- Hyposmocoma
- Idiostyla
- Iressa
- Ischnangela
- Ischnobathra
- Isidiella
- Isostreptis
- Ithome
- Labdia
- Lallia
- Leptozestis
- Limnaecia
- Macrobathra
- Melanocinclis
- Melanozestis
- Meleonoma
- Melnea
- Meneptila
- Metagrypa
- Microzestis
- Minivalva
- Mothonodes
- Neachandella
- Neelysia
- Neomariania
- Nepotula
- Obithome
- Opszyga
- Orthromicta
- Otonoma
- Pancalia
- Parastagmatophora
- Parathystas
- Passalotis
- Pauroptila
- Pebops
- Pechyptila
- Perimede
- Periploca
- Persicoptila
- Pharmacoptis
- Phepsalostoma
- Phosphaticola
- Phthoraula
- Pristen
- Proterocosma
- Protogrypa
- Protorhiza
- Pseudascalenia
- Ptilochares
- Pycnagorastis
- Pyretaulax
- Pyroderces
- Ramphis
- Ressia
- Rhadinastis
- Rhinomactrum
- Sathrobrota
- Scaeosopha
- Scaeothyris
- Schendylotis
- Sematoptis
- Semnoprepia
- Semolina
- Sindicola
- Siskiwitia
- Sorhagenia
- Sorhageniella
- Spiroterma
- Stagmatophora
- Stilbosis
- Streptothyris
- Stromatitica
- Strophalingias
- Synploca
- Syntomactis
- Syntomaula
- Tanygona
- Teladoma
- Thalerostoma
- Thectophila
- Tolliella
- Trachydora
- Triclonella
- Trissodoris
- Ulochora
- Urangela
- Vulcaniella
- Walshia
- Zanclarches